# Antoine-Tristan Danty d'Isnard
Antoine-Tristan Danty d'Isnard (o Danthi-Disnard) fue un botánico francés, (* 12 de mayo de 1663, Londres- 15 de mayo de 1743, París ).
Su padre fue convocado por el rey Carlos II de Inglaterra (1630-1685) para combatir una epidemia de peste en 1661. Los Danty d’Isnard regresan a Francia en 1668. 
Antoine-Tristan obtiene su título de doctor en 1703, en París.
Sucede brevemente a Joseph Pitton de Tournefort (1656-1708), y con su deceso, pasa como demostrador en el Jardín del rey mas dimite muy rápido, y lo reemplaza Antoine de Jussieu (1686-1758). 
Pasa a adjunto botánico de la Academia de Ciencias de Francia el 25 de enero de 1716, y primer titular y asociado químico el 11 de agosto de 1721, y asociado botánico el 20 de agosto de 1722.
Cataloga las plantas del Jardín Real, en 1709. Recolecta numerosas plantas de la región parisina donde herboriza con Tournefort, Sébastien Vaillant (1669-1722) y con Antoine de Jussieu (1686-1758). Su herbario es comprado por Philibert Commerson (1727-1773), luego por Adrien de Jussieu (1797-1853), y actualmente (2007) está conservado en el "Museo Nacional de Historia Natural de Francia".